# Parco naturale del Bosco delle Sorti della Partecipanza di Trino
Il parco naturale del Bosco delle Sorti della Partecipanza di Trino è un'area naturale protetta del Piemonte istituita nel 1991 che occupa una superficie di 584,58 ettari nella provincia di Vercelli.
Il parco è gemellato con la Riserve des Cascades de Banfora.

## Storia

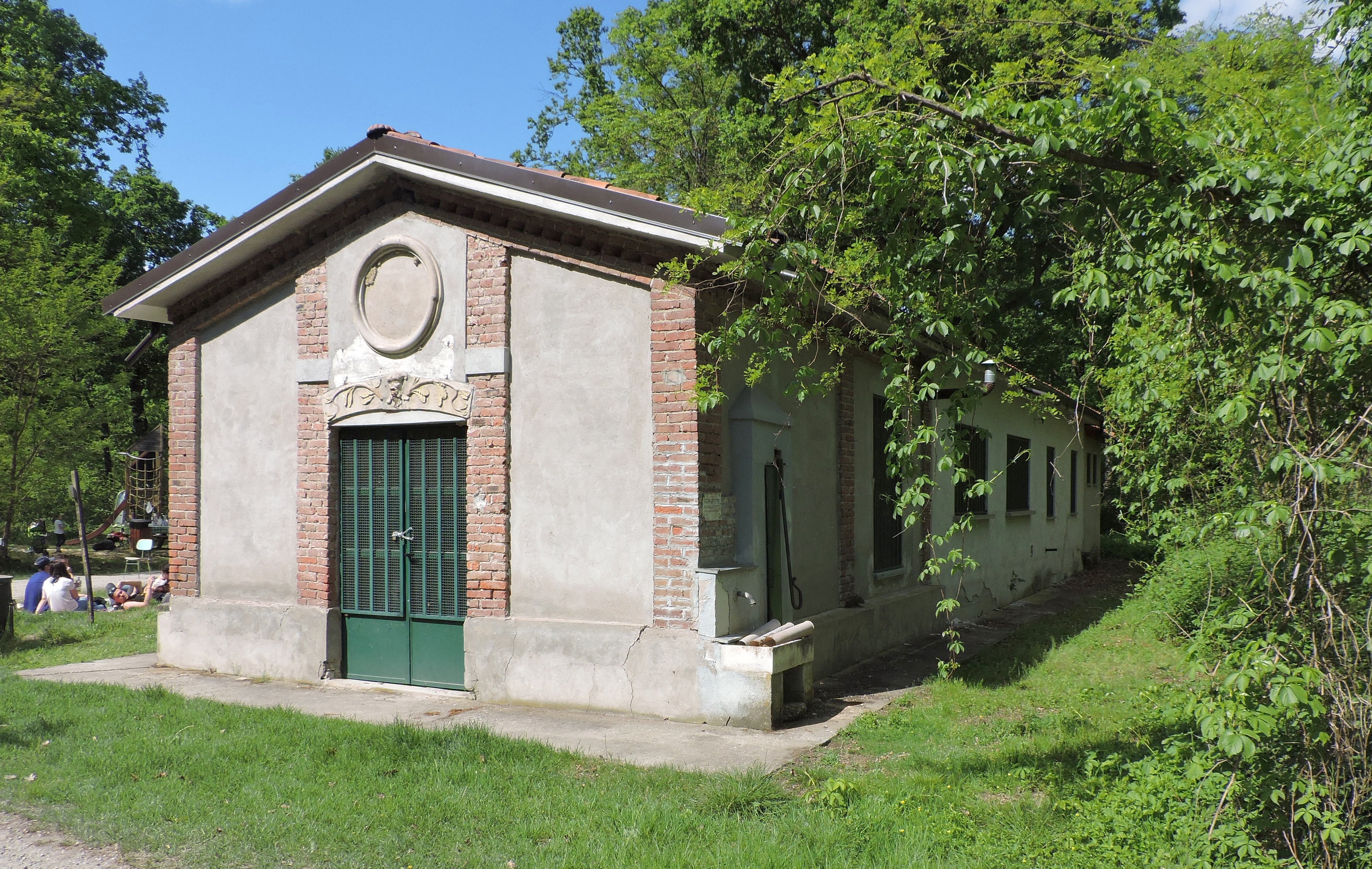
Il Rifugio dei Cacciatori

In epoca romana l'area del parco era probabilmente un bosco sacro. La zona rappresenta un piccolo residuo delle grandi foreste che ricoprivano la pianura padana e che furono quasi totalmente abbattute nel Medioevo nell'ambito di grandi opere di bonifica agraria. La Partecipanza è il nome di una associazione di famiglie alla quale Bonifacio I, marchese del Monferrato, nel 1202 diede in concessione l'uso dell'area boschiva.

## Fauna

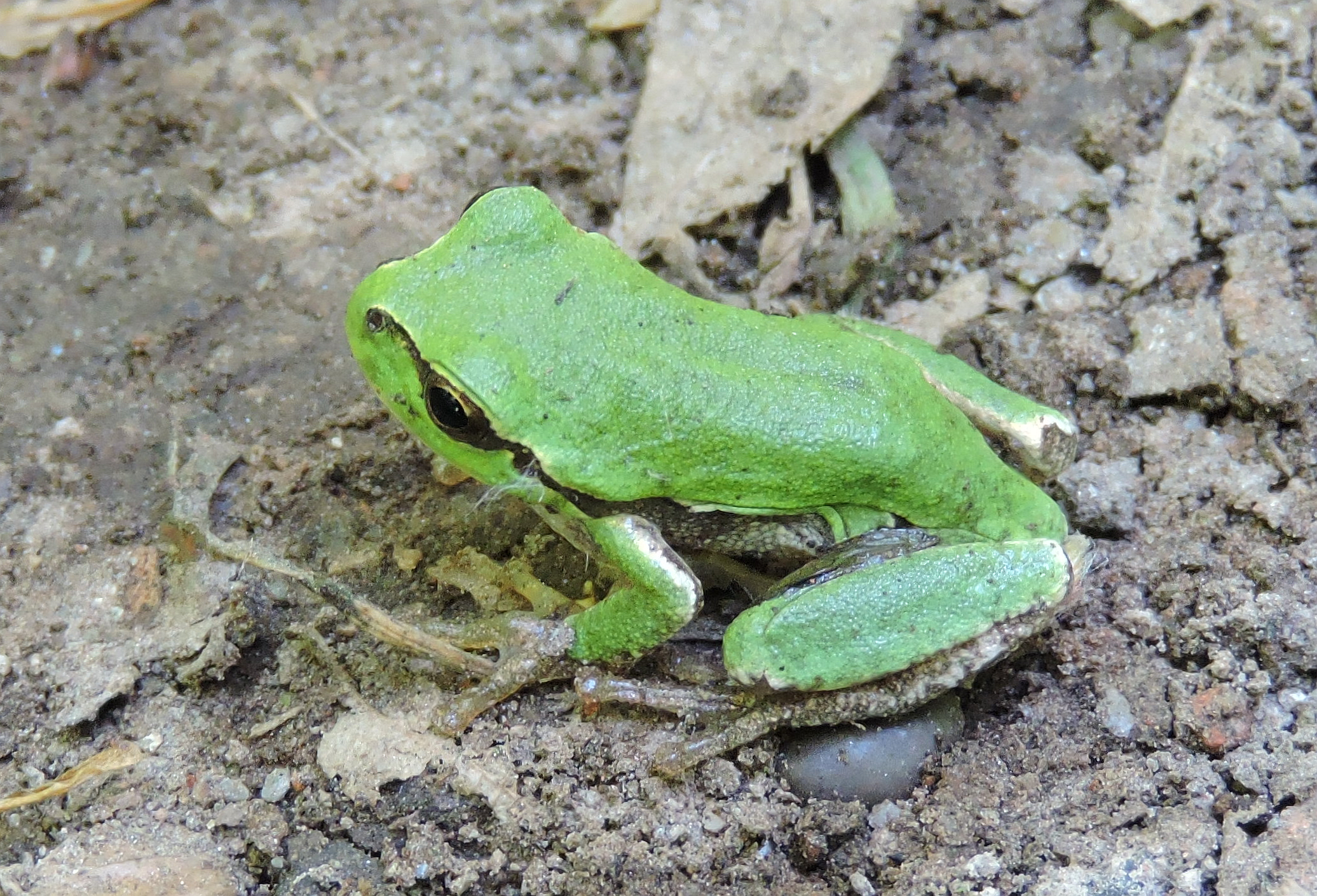
Una raganella

Il parco è rilevante da un punto di vista conservazionistico perché rappresenta una sorta di isola dove varie specie animali, che non riescono a sopravvivere nell'ambiente circostante pesantemente influenzato dalla monocoltura risicola, possono trovare rifugio.

## Flora
Il Bosco della Partecipanza è rilevante soprattutto per la sua collocazione, isolata in mezzo a una vastissima area di risaie. Rappresenta infatti una delle poche porzioni di bosco planiziale tuttora presenti nella pianura padana. La sua conservazione è dovuta alla particolare forma di gestione dell'area boscata, con norme severe sul prelievo legnoso e sui tagli effettuabili al suo interno che risalgono al Medioevo. Querce e pioppi sono i tipi arborei prevalenti; la biodiversità vegetale è rimasta notevole, e si possono contare più di 400 diverse specie vegetali.

## Punti di interesse
- Abbazia di Santa Maria di Lucedio
- Abbazia di Montarolo
- Madonna delle Vigne